# Hockenheimring
Koordinati:   49°19′40″N, 8°33′57″E
Hockenheimring je avtomobilistično in motociklistično dirkališče v Nemčiji, ki leži v neposredni bližini mesta Hockenheim v zvezni deželi Baden-Württemberg.
Na njem je dolga leta, zadnjič v sezoni 2019, potekala dirka Formule 1 za Veliko nagrado Nemčije. Do leta 2001 je bila proga dolga približno 6,8 km in znamenita po dolgih ravninah skozi gozd, kjer so dirkalniki v zadnjih letih dosegali hitrost več kot 350 km/h. V prvih mesecih leta 2002 so progo z večjo preureditvijo skrajšali na približno 4,5 km in na mestu gozdnih odsekov posadili drevesa. Tribune po tej prenovi sprejmejo približno 120.000 gledalcev.
Ker je deželna vlada Baden-Württemberga financirala preureditev leta 2002, se dirkališče od takrat uradno imenuje Hockenheimring Baden-Württemberg.

## Zgodovina
Začetki dirkališča v gozdu Schwetzinger Hardt segajo v leto 1932. Izvirna proga je imela obliko trikotnika in bila dolga več kot 12 kilometrov. Leta 1938 so jo skrajšali na nekaj več kot sedem kilometrov in pol. S to preureditvijo je bil ustvarjen raven gozdni odsek s hitrim ovinkom Ostkurve. Progo so v času druge svetovne vojne poškodovali tanki. Potem ko je bila popravljena, so jo začeli uporabljati za motociklistične dirke.
Leta 1965 je dirkališče doživelo novo preureditev. Progo so skrajšali na nekaj manj kot sedem kilometrov, saj se je med delom, ki je segal v mesto Hockenheim, in gozdnim odsekom začela gradnja nove avtoceste. Raven gozdni odsek z ovinkom Ostkurve, ki je bil najbolj oddaljen od avtoceste, je ostal nespremenjen. Del dirkališča v bližini avtoceste je z novimi ovinki in tribunami začel spominjati na stadion, zaradi česar so ga poimenovali Motodrom. Na njem so zgradili tudi bokse in novo štartno-ciljno ravnino.
Proga je v teh časih začela biti znana kot avtomobilistično dirkališče. Raven gozdni odsek je bil znamenitost, saj je omogočal zelo hitro vožnjo in testiranje skrajnih možnosti dirkalnikov oziroma motorjev, ki so jih poganjali. Prav tako je bil zelo nevaren. Leta 1968 se je v gozdu smrtno ponesrečil Jim Clark, kar je pripeljalo do namestitve zaščitnih ograd ob celi progi in ustvarjanja dveh šikan za upočasnjevanje dirkalnikov na ravninah.
Ovinek Ostkurve je še naprej imel svojo izvirno obliko, dokler se na tem mestu ni leta 1980 zgodila smrtna nesreča Patricka Depaillera, ki je spodbudila ustvarjanje še ene šikane. Del proge v gozdu je tako od leta 1982 imel štiri ravnine s tremi šikanami. Šikano na ovinku Ostkurve so preoblikovali in posodobili leta 1992, tisto med tretjo in četrto ravnino pa so leta 1994 poimenovali po Ayrtonu Senni, potem ko se je Brazilec smrtno ponesrečil v Imoli.
Ker gledalci na tribunah niso videli dogajanja v gozdu, je proga leta 2002 doživela novo preureditev. Takrat so jo precej močno preoblikovali in skrajšali ter ustvarili prostor za postavljanje še ene tribune. Popolnoma novo ravnino Parabolika, ki je povezala prvo ravnino in šikano Senna, so zgradili kot spomin na gozdni odsek, saj so ta od vhoda v gozd na prvi ravnini do ovinka Ostkurve med preureditvijo razbili in namesto njega posadili drevesa. Nekdanja tretja ravnina še zmeraj obstaja kot pristopna cesta, na mestu šikane Senna pa zdaj ležita vhod na območje dirkališča in oster ovinek v obliki zanke.

### Formula 1
Dirka svetovnega prvenstva Formule 1 za Veliko nagrado Nemčije je na dirkališču Hockenheimring prvič potekala v sezoni 1970, vendar se je že v naslednji sezoni 1971 vrnila na dirkališče Nürburgring, kjer je nato redno potekala do sezone 1976. Po hudi nesreči, ki jo je med dirko leta 1976 doživel Niki Lauda, je bila Velika nagrada Nemčije v sezoni 1977 prestavljena z Nürburgringa na Hockenheimring, kjer je nato redno potekala do sezone 2006, z izjemo sezone 1985, ko je bila prirejena na novi in krajši progi dirkališča Nürburgring.
Od sezone 1995 je Nemčija v vsakem letu gostila dve dirki Formule 1, eno na dirkališču Hockenheimring in eno na dirkališču Nürburgring. Dirka za Veliko nagrado Nemčije je še naprej potekala na dirkališču Hockenheimring, medtem ko je dirkališče Nürburgring gostilo dirko za Veliko nagrado Evrope, z izjemo sezon 1997 in 1998, ko je bila na njem prirejena dirka za Veliko nagrado Luksemburga.
Septembra 2006 je bilo sporočeno, da bo Nemčija od naslednje sezone 2007 v vsakem letu gostila le eno dirko Formule 1, Veliko nagrado Nemčije, pri čemer se bosta dirkališči Hockenheimring in Nürburgring izmenjevali v vlogi gostitelja, kar je bila posledica finančnih izgub, ki jih je prirejanje dirk Formule 1 več let povzročalo dirkališču Hockenheimring. Pogodba je bila prvotno veljavna do sezone 2010, nato pa podaljšana do sezone 2018.
Nazadnje v sezoni 2007 ni bilo Velike nagrade Nemčije, saj je bila dirka na dirkališču Nürburgring prirejena pod imenom Velika nagrada Evrope. Med sezonama 2008 in 2014 je potekalo načrtovano izmenjevanje v vlogi gostitelja Velike nagrade Nemčije med dirkališčema Nürburgring in Hockenheimring, pri čemer je slednje dirko gostilo v letih 2008, 2010, 2012 in 2014. V začetku sezone 2015 so lastniki dirkališča Nürburgring zaradi finančnih težav izstopili iz pogodbe. Na dirkališču Hockenheimring sta bili nato prirejeni le dirki v letih 2016 in 2018, kakor je bilo urejeno v prvotni pogodbi.
Za sezono 2019 ni bilo načrtovane dirke za Veliko nagrado Nemčije, vendar je bila kasneje uvrščena na koledar dirk in prirejena na dirkališču Hockenheimring. To je bila doslej zadnja prireditev dirke za Veliko nagrado Nemčije, vendar je bila kasneje na dirkališču Nürburgring prirejena Velika nagrada Eifla 2020, ki je bila na sporedu kot ena nadomestnih dirk v sezoni 2020, potem ko so bile številne načrtovane dirke odpovedane zaradi pandemije koronavirusa.

## Zmagovalci dirk za Veliko nagrado Nemčije
| Leto | Dirkač             | Moštvo                | Poročilo |
| ---- | ------------------ | --------------------- | -------- |
| 2019 | Max Verstappen     | Red Bull Racing-Honda | Poročilo |
| 2018 | Lewis Hamilton     | Mercedes              | Poročilo |
| 2016 | Lewis Hamilton     | Mercedes              | Poročilo |
| 2014 | Nico Rosberg       | Mercedes              | Poročilo |
| 2012 | Fernando Alonso    | Ferrari               | Poročilo |
| 2010 | Fernando Alonso    | Ferrari               | Poročilo |
| 2008 | Lewis Hamilton     | McLaren-Mercedes      | Poročilo |
| 2006 | Michael Schumacher | Ferrari               | Poročilo |
| 2005 | Fernando Alonso    | Renault               | Poročilo |
| 2004 | Michael Schumacher | Ferrari               | Poročilo |
| 2003 | Juan Pablo Montoya | Williams-BMW          | Poročilo |
| 2002 | Michael Schumacher | Ferrari               | Poročilo |
| 2001 | Ralf Schumacher    | Williams-BMW          | Poročilo |
| 2000 | Rubens Barrichello | Ferrari               | Poročilo |
| 1999 | Eddie Irvine       | Ferrari               | Poročilo |
| 1998 | Mika Häkkinen      | McLaren-Mercedes      | Poročilo |
| 1997 | Gerhard Berger     | Benetton-Renault      | Poročilo |
| 1996 | Damon Hill         | Williams-Renault      | Poročilo |
| 1995 | Michael Schumacher | Benetton-Renault      | Poročilo |
| 1994 | Gerhard Berger     | Ferrari               | Poročilo |
| 1993 | Alain Prost        | Williams-Renault      | Poročilo |
| 1992 | Nigel Mansell      | Williams-Renault      | Poročilo |
| 1991 | Nigel Mansell      | Williams-Renault      | Poročilo |
| 1990 | Ayrton Senna       | McLaren-Honda         | Poročilo |
| 1989 | Ayrton Senna       | McLaren-Honda         | Poročilo |
| 1988 | Ayrton Senna       | McLaren-Honda         | Poročilo |
| 1987 | Nelson Piquet      | Williams-Honda        | Poročilo |
| 1986 | Nelson Piquet      | Williams-Honda        | Poročilo |
| 1984 | Alain Prost        | McLaren-TAG           | Poročilo |
| 1983 | René Arnoux        | Ferrari               | Poročilo |
| 1982 | Patrick Tambay     | Ferrari               | Poročilo |
| 1981 | Nelson Piquet      | Brabham-Ford          | Poročilo |
| 1980 | Jacques Laffite    | Ligier-Ford           | Poročilo |
| 1979 | Alan Jones         | Williams-Ford         | Poročilo |
| 1978 | Mario Andretti     | Lotus-Ford            | Poročilo |
| 1977 | Niki Lauda         | Ferrari               | Poročilo |
| 1970 | Jochen Rindt       | Lotus-Ford            | Poročilo |